# 941-й истребительный авиационный полк
941-й истребительный авиационный полк (941-й иап) — воинская часть Военно-воздушных сил (ВВС) Вооружённых Сил РККА, принимавшая участие в боевых действиях Великой Отечественной войны.

## Наименования полка

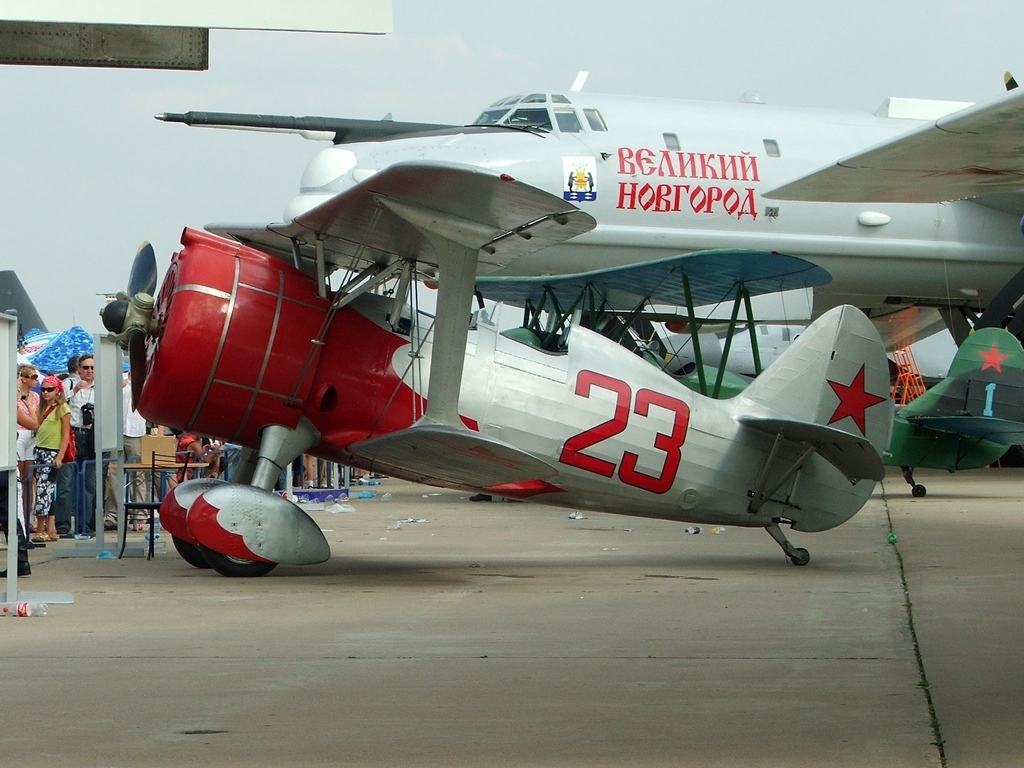
И-15. Такими самолётами полк был вооружён при формировании

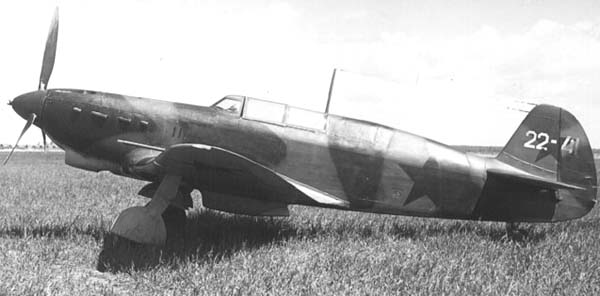
Як-7Б. Такими самолётами полк был вооружён в 1943 году

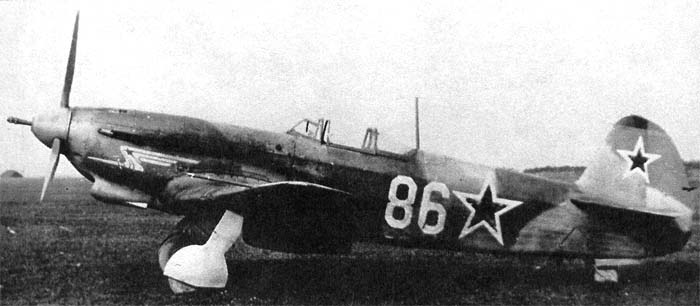
Як-9. Такими самолётами полк был вооружён к началу войны с Японией

За весь период своего существования полк своё наименование не менял:
- 941-й истребительный авиационный полк[1];
- Войсковая часть (Полевая почта) 15571[1].

## История полка
Полк формировался в период с 14 по 28 августа 1942 года в 12-й воздушной армии ВВС Забайкальского фронта на аэродроме Улан-Удэ из 4, 5 и 6 истребительных эскадрилий, 445-го бомбардировочного и 64-го штурмового авиационных полков на самолётах И-15бис по штату 015/134 со включением в состав 247-й бомбардировочной авиационной дивизии 12-й воздушной армии ВВС Забайкальского фронта.
В декабре (10.12.1942 г.) полк переформирован по штату 015/284 и перевооружён на самолёты Як-7б. Закончил переформирование 5 января 1943 года. В январе 1945 года полк перевооружён на истребители Як-9М. К 1 июня 1945 года полк переформирован по штату 015/364 (3 эскадрильи в полку и 44 самолёта). 16 июня 1945 года полк из 247-й бомбардировочной авиационной дивизии передан в состав 316-й штурмовой авиадивизии 12-й воздушной армии ВВС Забайкальского фронта. К началу войны с Японией (08.08.1945 г.) полк имел в боевом составе 42 Як-9М.
В период с 9 августа по 3 сентября 1945 года полк в составе 316-й штурмовой авиадивизии 12-й воздушной армии ВВС Забайкальского фронта принимал участие в советско-японской войне на самолётах Як-9.
Принял участие в Хингано-Мукденской наступательной операции.

### В действующей армии
В составе действующей армии:
- с 9 августа 1945 года по 3 сентября 1945 года.

### Командир полка
- майор Макарсков Константин Михайлович, 12.1944 — 27.06.1946 г.[1].

### Итоги боевых действий
В период войны полк выполнил:
- боевых вылетов — 58, из них:
  - на прикрытие наземных войск — 8;
  - на штурмовку — 2 ;
  - на разведку — 48.

Встреч с самолётами противника, воздушных боёв и боевых потерь не было.
Уничтожено при штурмовках:
паровозов — 1.
Свои потери (небоевые):
- лётчиков — нет;
- самолётов — 2.

### Послевоенная история полка
После войны полк продолжал входить в состав 316-й штурмовой авиадивизии 12-й воздушной армии. В декабре (15.12.1945 г.) 1945 года полк был передан в состав 30-й бомбардировочной авиационной дивизии 12-й воздушной армии Забайкальско-Амурского военного округа.
В связи с сокращениями ВС после окончания войны 27 июня 1946 года 941-й истребительный авиаполк приказом Командующего 12 ВА № орг/00117 от 18.06.1946 г. расформирован в 30-й бомбардировочной авиационной дивизии 12-й воздушной армии Забайкальско-Амурского военного округа.
В 1962 году полк вновь сформирован  и дислоцировался  на аэродроме Килпъявр.  В 2001 году личный состав и материальная часть  941-й ИАП с причислением регалий 470-го гвардейского Виленского  ордена Кутузова ИАП, вошла в состав вновь свормированного 9-го гвардейского истребительныго авиаполка.

## Благодарности Верховного Главнокомандования
Воинам полка в составе дивизии объявлены благодарности Верховного Главнокомандующего:
- За отличные боевые действия в боях с японцами на Дальнем Востоке и овладение городами Цзямусы, Мэргэнь, Бэйаньчжэнь, Гирин, Дайрэн, Жэхэ, Мишань, Мукден, Порт-Артур, Харбин, Цицикар, Чанчунь, Яньцзи[4].

## Отличившиеся лётчики полка
- старший лейтенант В. В. Цымбал — в 1987 году протаранил норвежский самолет-разведчик P-3B Orion над Баренцевым морем[5].